# 沙姆雄哈佐
沙姆雄哈佐，是匈牙利诺格拉德州所辖的一个村。总面积12.71平方公里，总人口281，人口密度22.1人/平方公里（2011年1月1日）。